# Oleg Pawlowitsch Tabakow

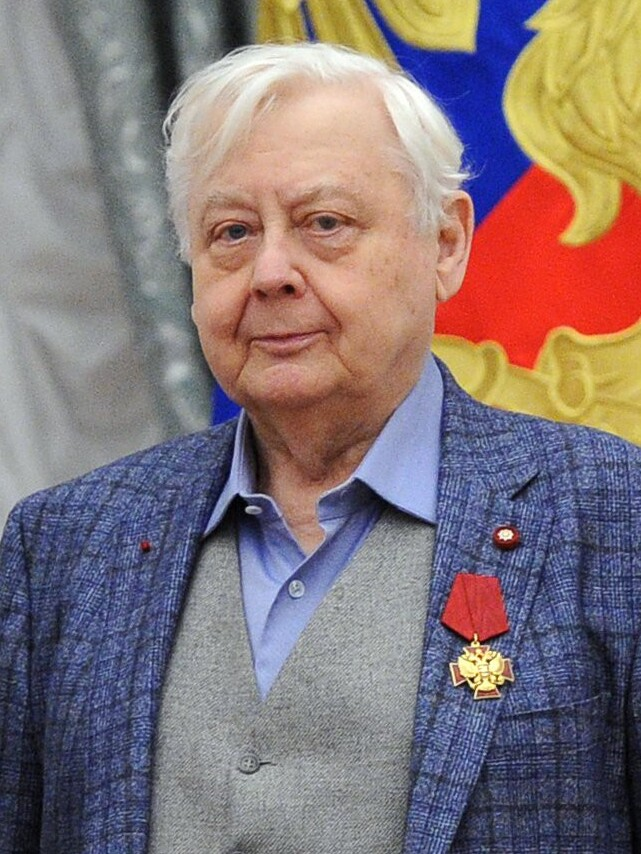
Oleg Tabakow bei einer Ehrung im Kreml 2015

Oleg Pawlowitsch Tabakow (russisch Олег Павлович Табаков, wiss. Transliteration Oleg Pavlovič Tabakov; * 17. August 1935 in Saratow, Russische SFSR, Sowjetunion; † 12. März 2018 in Moskau) war ein sowjetisch-russischer Film- und Theaterschaffender. Seit 2000 leitete er das Tschechow-Künstlertheater in Moskau.

## Karriere
Tabakow studierte an der Moskauer Theaterhochschule. Nach seinem Abschluss wurde er einer der Gründer des Sowremennik-Theaters, das er von 1971 bis 1982 leitete, bevor er zum Tschechow-Künstlertheater wechselte. Ab 1986 lud er viele junge Schauspieler in sein Schauspielstudio Tabakerka (Tabakkästchen) ein, das mit dem Tschechow-Künstlertheater verbunden war, darunter solche später populären Schauspieler wie Jewgeni Mironow, Sergei Besrukow und Wladimir Maschkow. Tabakow arbeitete darüber hinaus in vielen anderen Ländern, wo er die Ideale seines Theaters weiterverbreitete.
Tabakows Filmkarriere spielte sich nach seinem Debüt 1957 parallel zum Theater ab. 1961 spielte er in Grigori Tschuchrais Film Klarer Himmel, 1966–1967 in Sergei Bondartschuks Krieg und Frieden, 1969 die Hauptrolle in Alexander Mittas Leuchte, mein Stern, leuchte, 1973 in der Fernsehserie Siebzehn Augenblicke des Frühlings, 1978 in D’Artagnan und die drei Musketiere, 1980 in Wladimir Menschows Oscar-prämiertem Film Moskau glaubt den Tränen nicht, 1981 und 1986 in Nikita Michalkows Filmen Oblomow und Schwarze Augen. 1987 spielte er in der Western-Parodie Der Mann vom Kapuziner-Boulevard.
Tabakow gab seine Stimme einigen bekannten Trickfilmfiguren, wie dem Kater Matroskin in Die drei aus Prostokwaschino von Eduard Uspenski.
1988 wurde er mit dem Titel Volkskünstler der UdSSR ausgezeichnet.
Sein Sohn Anton Tabakow und seine Tochter Alexandra Tabakowa sind ebenfalls Schauspieler. Seine Enkelin Polina Liefers (* 1988) ist die Tochter des deutschen Schauspielers Jan Josef Liefers mit Alexandra Tabakowa und arbeitet in Moskau am Theater.

## Politische Aktivitäten
Im Juli 2012 ernannte ihn Staatspräsident Wladimir Putin zum Mitglied des 25-köpfigen Fernsehrats des neu geschaffenen Öffentlichen Fernsehens Russlands (OTR). Im Oktober wählte ihn das insbesondere für Programmrichtlinien zuständige Gremium in seiner Auftaktsitzung zu seinem Vorsitzenden. Tabakow gehörte im März 2014 zu den 85 Erstunterzeichnern eines offenen Briefes führender Persönlichkeiten der Russischen Kulturszene, in dem sie ihre Unterstützung für die Politik Putins gegenüber der Ukraine erklärten. Bereits 2012 hatte Tabakow Putin gemeinsam mit anderen prominenten Kulturschaffenden öffentlich unterstützt, indem sie sich als „Vertrauenspersonen“ für den Präsidentschaftswahlkampf zur Verfügung stellten. Im Mai 2014 kritisierte Tabakow ein von Putin unterschriebenes neues Gesetz, das gegen den Gebrauch „unflätiger Sprache“ in Medien und bei öffentlichen Aufführungen zielt, als zu weit gehend.
Laut einer vom russischen Kulturministerium veröffentlichten Liste erzielte Tabakow 2013 mit 42,3 Millionen Rubel (ca. 940.000 Euro) in Russland hinter den Orchesterdirigenten Waleri Gergijew und Wladimir Spiwakow das dritthöchste Jahreseinkommen aller Führungskräfte des Kultursektors.

## Filmografie (Auswahl)
- 1959: Menschen auf der Brücke (Ljudi na mostu)
- 1965: Der Weg zum Meer (Doroga k morju)
- 1966–1967: Krieg und Frieden
- 1967: Der Schuß (Wystrel)
- 1970: Leuchte, mein Stern, leuchte (Гори, гори, моя звезда)
- 1970: Das Herz Rußlands (Serdze rossii)
- 1971: Eigentum der Republik (Dostojanie respubliki)
- 1971: Das Ereignis mit Polynin (Slutschaj s Polyninym)
- 1972: Die Ballade von der Geige
- 1973: Die Datsche (Datscha)
- 1973: Siebzehn Augenblicke des Frühlings
- 1975: Kaschtanka
- 1978: Transsibirien-Expreß (Transsibirskij ekspress)
- 1978: Der Waldhüter (Birjuk)
- 1978: D’Artagnan und die drei Musketiere (D’Artanjan i tri muschketjora)
- 1980: Tage aus dem Leben Ilja Oblomows (Neskolko dnej is shisni I.I. Oblomowa)
- 1981: Die Vakanz (Vakanssija)
- 1983: Tagträumer (Poljoty wo sne i najawu)
- 1985: Applaus, Applaus (Aplodismenty, aplodismenty)
- 1986: Am Sankt-Nimmerleinstag (После дождичка в четверг)
- 1986: Das Schiff der Außerirdischen (Korabl prischelzew)
- 1987: Der Mann vom Kapuziner-Boulevard (Человек с бульвара Капуцинов)
- 1987: Schwarze Augen (Otschi tschjornie)
- 1988: Tote Kinder lachen nicht (Schag)
- 1990: Städtische Einzelheiten (Gorodskie podrobnosti)
- 1992: Stalin
- 2001: Taking Sides – Der Fall Furtwängler (Taking Sides)